# دومينيك-نابوليون سانت-سير
دومينيك-نابوليون سانت-سير هو أمين متحف وسياسي كندي، ولد في 4 أغسطس 1826 في نيكوليت في كندا، وتوفي في 3 مارس 1899 في مدينة كيبك في كندا. نشط حزبياً في Conservative Party of Quebec (historical) ‏. وقد انتخب عضو الجمعية الوطنية في كيبك ‏.